# Maria av Geldern
Maria av Geldern, född 1329, död 1397, var regerande hertiginna av hertigdömet Geldern mellan 1371 och 1379. Hennes anspråk på hertigdömet Geldern ledde till långdragna tronstrider med hennes syster Mechteld av Geldern.

## Biografi
Maria var dotter till Reinoud II, hertig av Geldern (1295–1343) och Sophia Berthout av Mechelen (d. 1329). Hon gifte sig med Vilhelm II av Jülich.
Sedan hennes två halvbröder Reinoud III och Edvard avlidit barnlösa år 1371, gjorde hennes äldre syster Mechteld anspråk på hertigdömet i egenskap av sin fars äldsta överlevande barn. Hon ifrågasattes av Maria, som gjorde anspråk på Geldern för sig och sin minderåriga son Willem. Geldern hade kvinnlig tronföljd sedan 1295 och Mechteld var arvsberättigad enligt lag, men till skillnad från Maria hade Mechteld inga barn och inga tronarvingar, vilket innebar ett framtida tronföljdsproblem.
Samma år, 1371, träffade systrarna en överenskommelse: de skulle acceptera skiljedomen från ridderskapet och de fyra huvudstäderna Nijmegen, Zutphen, Arnhem och Roermond. Mechteld höll dock inte avtalet. Successionsstriden var direkt kopplad till det inbördeskrig som pågick i Geldern vid den tiden, kallat slaget mellan Heeckerens och Bronkhorsten efter de viktigaste familjerna. Mechteld hade redan gått med i Heeckerens parti; och Maria och hennes man Willem hade valt Bronkhorstens sida.
Mechteld fick också stöd från Brabant och från kejsaren, eftersom Marias make höll kejsarens bror som gisslan. År 1373 tågade kejsaren mot Marias make för att befria sin bror. Vilhelm II gav dock upp i förväg, utlämnade kejsarens bror och bad kejsaren om ursäkt. I erkänsla för detta gav kejsaren 1376 sitt stöd till Maria och hennes sons anspråk på Geldern. Marias syster Mechtild fortsatte dock att strida i tre år till. År 1379 gav Mechtild slutligen upp sina anspråk på Geldern och överlät dem på Maria, som i sin tur abdikerade till sin sons förmån.